# Bitwa pod Iłżą (1864)
Bitwa pod Iłżą − bitwa stoczona 17 stycznia 1864 roku podczas powstania styczniowego.
W kierunku stojącego w okolicach Iłży 3 Pułku Stopnickiego ppłk. Karola Kality-Rębajły, liczącego dwa bataliony po trzy kompanie strzelców, maszerowała rosyjska kolumna pułkownika Suchonina (2 roty piechoty i kozacy). Suchonin pod osłoną lasu wyszedł na boczną drogę i niespodziewanie zaatakował z boku trzy polskie kompanie stojące we wsi Lubienia.
Zaatakowanym kompaniom (1 i 2) stanowiącym 1 batalion pod dowództwem majora Jagielskiego przybyły na pomoc dwie kompanie (5 i 6) stanowiące 2 batalion pod dowództwem kapitana Postawki, maszerujący w tyle  i zaatakowały Rosjan z lewego skrzydła, powstrzymując ich natarcie. Zaś 3 kompania pod dowództwem kpt. Bezdziedy osłaniała pułk z prawego skrzydła. Wkrótce na tyłach wojsk rosyjskich pojawiła się ostatnia z kompanii (4) pod bezpośrednim dowództwem mjr. Kality, która maszerowała boczną drogą i ku zaskoczeniu Rosjan wyszła na szosę. Suchonin, pomimo oporu, został zepchnięty frontalnym natarciem pięciu kompanii, a zagrożony z tyłu przez szóstą, wycofał się do Iłży i bronił się w budynkach miasta. Dalszą walkę przerwały zapadające ciemności. W tej sytuacji Kalita przerwał walkę i ruszył na Prędocin.
W bitwie Polacy stracili 5 zabitych i 14 rannych. Straty rosyjskie były znacznie większe.
Walki pod Iłżą zostały upamiętnione po 1990 r. na jednej z tablic na Grobie Nieznanego Żołnierza w Warszawie napisem "IŁŻA 17 I 1864"